# Pengsjökomplexet
Pengsjökomplexet este o arie protejată (arie specială de conservare — SAC, sit de importanță comunitară — SCI) din Suedia întinsă pe o suprafață de 3.696 ha, integral pe uscat.

## Localizare
Centrul sitului Pengsjökomplexet este situat la coordonatele 63°41′46″N 17°37′25″E / 63.6962°N 17.6236°E.

## Înființare
Situl Pengsjökomplexet a fost declarat sit de importanță comunitară în aprilie 2004 pentru a proteja un număr necunoscut de specii din flora spontană și fauna sălbatică aflate în arealul zonei. Situl a fost protejat și ca arie specială de conservare în martie 2011.

## Biodiversitate
Situată în ecoregiunea boreală, aria protejată conține 9 habitate naturale: Mlaștini turboase de tranziție și turbării mișcătoare, Lacuri și iazuri distrofice naturale, Cursuri de apă de la nivel de câmpie la nivel montan, cu vegetație Ranunculion fluitantis și Callitricho-Batrachion, Păduri caducifoliate de mlaștină fino-scandinave, Pajiști aluvionare boreale nordice, Mlaștini alcaline, Turbării Aapa, Izvoare fino-scandinave și mlaștini produse de izvoare bogate în minerale, Mlaștini împădurite.
La baza desemnării sitului se află un număr nedeclarat de specii protejate.